# الدوري الإسباني الدرجة الثانية ب
كان الدوري الإسباني الدرجة الثانية بي (بالإسبانية: Segunda División B)‏ هو الدرجة الأدنى من مسابقتي الدوري الاحترافي في إسبانيا.
أُنشئت البطولة في عام 1929 من قبل الاتحاد الإسباني الملكي لكرة القدم. نُظِّم من 1977 إلى غاية وضع نظام جديد للدوريات سنة 2021. كان يديره الاتحاد الملكي الإسباني لكرة القدم.